# Leucocoryne roblesiana
Leucocoryne roblesiana är en amaryllisväxtart som beskrevs av Pierfelice Ravenna. Leucocoryne roblesiana ingår i släktet Leucocoryne och familjen amaryllisväxter. Inga underarter finns listade i Catalogue of Life.